# 足臂十一脉灸经
医书《足臂十一脉灸经》是中国古代的经脉学专著，用秦篆文字撰写，全面论述人体十一条经脉的名称、循行走向、生理病理和灸法治疗，是中国目前发现最早的经脉学论述文献，也是《灵枢经脉》的祖本之一。全书共列出78个病候，均以经脉循行作为辨证的依据，是中国医学理论体系中有关经脉辨证最早的内容。

## 成书时间
与《足臂十一脉灸经》同期出土的还有《阴阳十一脉灸经》，这两部古书是目前中国现存最早的论述经脉方面的文献资料。据考证，两部书在春秋至秦汉时期已经成书，其中《足臂十一脉灸经》相对更为古朴，应比《阴阳十一脉灸经》成书更早，可追溯至春秋时期。

## 出土地点
1973年，湖南长沙马王堆三号汉墓出土帛书二十多种，内容涉及古代哲学、历史、医学等方面，其中就有《足臂十一脉灸经》，后经拼合修复及整理，内容基本保存完整。

## 思想及贡献
《足臂十一脉灸经》所列诸经病候均以经脉循行为依据，名称古朴、归经原始，初步确立以阴阳解释脉证关系的基本方向，建立脉与内脏及相关疾病的内在联系，为后世辨证施治体系的形成奠定了基础。其脉证关系的主要特点如下：

### 以阴阳解释脉证关系
阴阳思想在马王堆医书中已有论述。其一，从阴阳属性角度命名经脉，《足臂十一脉灸经》根据手足和阴阳两方面排列各脉之间的顺序，经脉从马王堆医书的十一脉到《黄帝内经》十二经的不断演化和完善，本质上就是阴阳学说对经脉命名、分类和体系影响越来越深入的过程。其二，从阴阳的角度论述经脉和病候的关系，《足臂十一脉灸经》中每条经脉都有其所主的病候，例如“三阴之病乱，不过十日死……阳病折骨绝筋而无阴病不死”，说明以阴阳解释脉证的基本方向已经确立。

### 确立脉与内脏及相关疾病的内在联系
《足臂十一脉经》中，脉既用于诊断又用于治疗。书中“用启脉者必式”就是一种比较古老的既诊断又治疗的常规脉诊方法，说明“脉”既是诊断的依据，又是施治的目标。马王堆医书中已存在寸口诊法的思想苗头,特别是《足臂十一脉灸经》所载足厥阴脉的全部病侯都见于《名堂经》太冲穴主症中，甚至文字也十分相似。
此外，《足臂十一脉灸经》记载了“十一脉”，而无“经”，到《黄帝内经》才逐渐发展为“十二经”，实现了从“十一脉”到“十二经”的过渡，同时也实现了血脉和经络的分化。

## 版本沿革
《足臂十一脉灸经》成书大致经历三个环节:
1. 仅有十一脉循行及病候内容的原始文本阶段，
2. 足厥阴脉后补充分别附属各脉的注释本阶段，
3. 出于整齐文本需要，将各脉附属内容集中抄录于足厥阴脉之后的今本阶段。[7]